# محمد سعدات
محمد عبد الكريم إبراهيم سعدات دبلوماسي فلسطيني شغل منذ عام 2016 وحتى عام 2024 منصب سفير دولة فلسطين لدى الولايات المتحدة المكسيكية. كما كان سفيرًا لدولة فلسطين لدى نيكاراغوا، وسفيرًا غير مقيم لدولة فلسطين لدى هندوراس.

## أوسمة
- في 29 مايو 2015، منح وزير خارجية نيكاراغوا وسام 'هوسه دي ماركوليتا' إلى سعدات تقديرًا لإنجازاته خلال فترة أداء مهامه.[3]